# Xavi Hernández
Xavier Hernández Creus (Tarrasa, Barcelona, 25 de enero de 1980) también conocido simplemente como Xavi, es un exfutbolista y entrenador español. Desarrolló gran parte de su trayectoria deportiva en el FC Barcelona y en la selección de fútbol de España, siendo considerado como uno de los mejores futbolistas en la historia de su país y ampliamente como uno de los mejores mediocampistas en la historia del fútbol. Como entrenador, actualmente se encuentra libre.
Formado desde categoría alevín en la cantera del Barcelona, jugaba como mediocentro organizador. Debutó en 1998 con el primer equipo azulgrana en la Primera División, con el que disputó 17 temporadas (1998–2015), logrando 25 títulos como barcelonista, entre los cuales se incluyen 8 títulos de La Liga, 6 Supercopas de España, 4 Copas del Rey, 4 Ligas de Campeones, 2 Supercopas de Europa y 2 Mundiales de Clubes. En total, disputó 767 partidos oficiales, y anotó 85 goles, siendo el segundo jugador con más presencias en el cuadro blaugrana, por detrás de Lionel Messi. En 2015, se fue de Barcelona a Al Sadd, donde ganó cuatro trofeos antes de retirarse en 2019. Es uno de los pocos jugadores registrados que ha hecho más de 1000 apariciones en su carrera profesional.
Como internacional español, integró una exitosa generación que logró con la selección sub-20, el Campeonato mundial en 1999 y con la selección olímpica, la medalla de plata en Sídney 2000. Fue internacional absoluto con España durante 14 años (2000-2014), totalizando 133 internacionalidades y 13 goles. Con ella se proclamó doble campeón continental (2008 y 2012), y campeón mundial en 2010. Fue nombrado Jugador del Torneo en la UEFA Euro 2008, y fue nombrado en el Equipo del Torneo de la UEFA Euro en 2008 y 2012. Con dos asistencias en la final de la UEFA Euro 2012, Xavi se convirtió en el primer jugador en registrar asistencias en dos finales europeas separadas, después de permitir el único gol en la final cuatro años antes. Fue también subcampeón de la Copa Confederaciones en 2013 y medalla de bronce en la Copa Confederaciones de 2009. Después de la Copa Mundial de la FIFA 2014, Xavi anunció su retiro del fútbol internacional. En la selección española, es el tercer jugador con más partidos por detrás de Iker Casillas y Sergio Ramos, siendo además miembro del FIFA Century Club, formado por aquellos futbolistas con más de cien internacionalidades con su selección.
Xavi ocupó el tercer lugar en el premio FIFA World Player del 2009, seguido del tercer lugar por su premio sucesor, el FIFA Balón de Oro, en 2010 y 2011. En 2011, fue finalista para el Premio al Mejor Jugador de la UEFA en Europa. Fue galardonado como el Mejor Creador de juego del Mundo por la IFFHS cuatro veces, todas seguidas entre 2008 y 2011. Fue incluido en el FIFA FIFPro World XI en seis ocasiones: 2008 a 2013, y en el Equipo del Año de la UEFA cinco veces: 2008 a 2012. Forma parte del selecto grupo de ocho jugadores que ha logrado en dos ocasiones el triplete en Europa (2009 y 2015), esto es, ganar en un mismo año los títulos de liga, copa nacional y el máximo título continental. También logró el sextete (2009) o, lo que es lo mismo, ganar seis títulos de manera consecutiva en una misma temporada y el triplete de selecciones (2008-2012) o ganar tres torneos internacionales de manera consecutiva.
Sus distinciones van también más allá del fútbol, ya que en 2012 recibió la máxima distinción deportiva española, el Premio Príncipe de Asturias de los Deportes. Después de retirarse, Xavi pasó a ser entrenador y fue nombrado entrenador del club Al Sadd de la Qatar Stars League en mayo de 2019, donde ganó siete títulos en menos de tres años. En noviembre de 2021, Xavi fue nombrado entrenador de su antiguo club, el Barcelona.
El 14 de diciembre de 2020, fue incluido como mediocentro defensivo en el Dream Team histórico del Balón de Oro, por la revista France Football.

## Trayectoria

### F. C. Barcelona

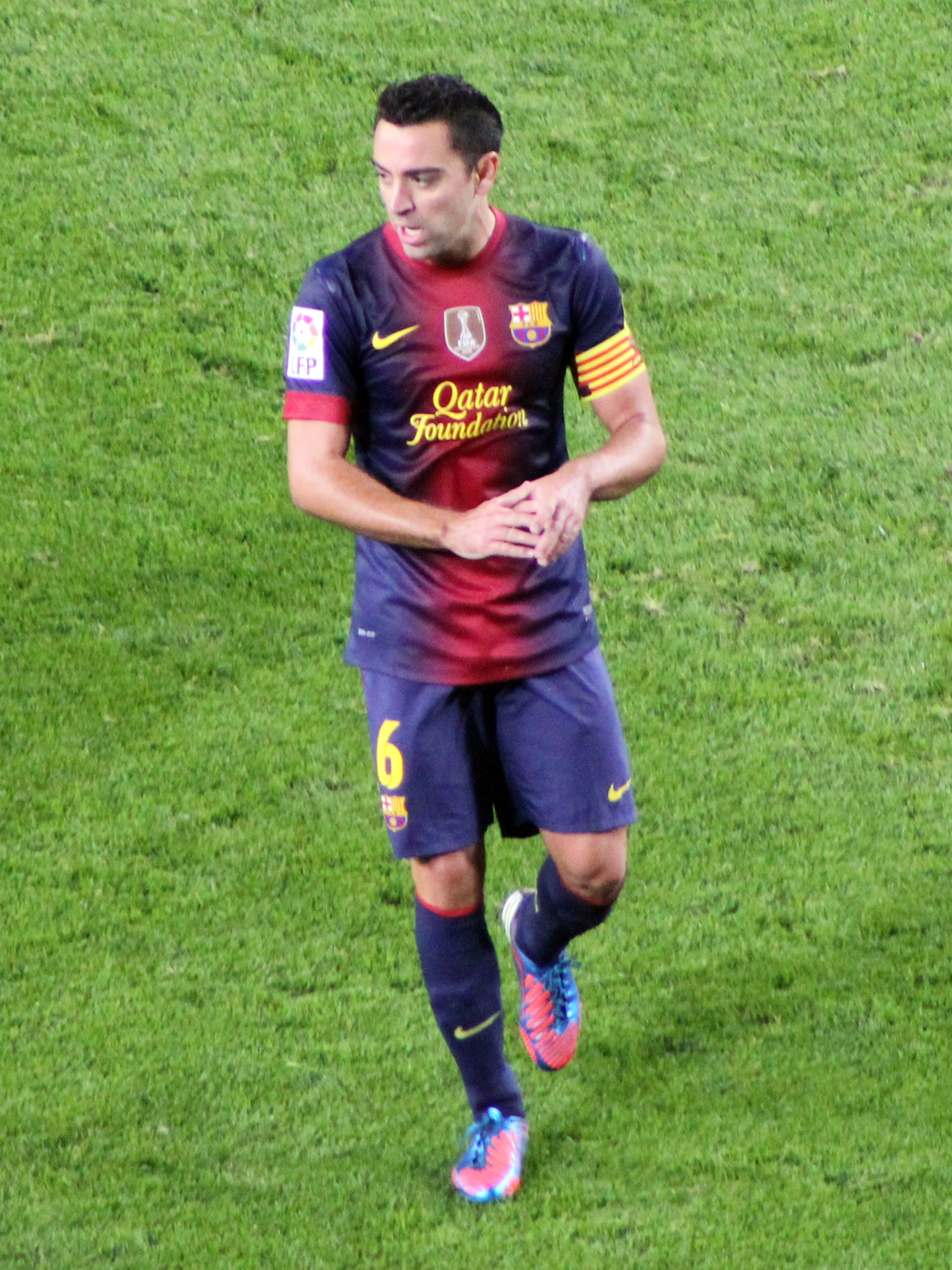
Xavi durante su carrera con el Barcelona, en la campaña 2012/13.

Debutó en el primer equipo del F.C. Barcelona el 18 de agosto de 1998, de la mano del entrenador Louis van Gaal, en el partido de la Supercopa de España ante el Real Mallorca. Ese día fue titular y marcó un gol. En la temporada 1998-1999 fue alternando sus actuaciones con el Barça B y con el primer equipo. Debutó en la Primera División de España el 3 de octubre de 1998 en el partido Valencia CF 1 - 3 F. C. Barcelona. Pese a sus intermitentes intervenciones con los mayores, fue decisivo para que el F. C. Barcelona se proclamase campeón de la Liga española de fútbol, al marcar un gol en el campo del Valladolid que valió la victoria (0-1): el F. C. Barcelona era décimo en la clasificación y, a partir de aquella victoria, inició la remontada con la que acabaría ganando la Liga. El Campeonato de Liga, fue su segundo título esa temporada, tras el Mundial Sub-20 de 1999 logrado con España.
La temporada 1999-2000 fue la de su consolidación: una lesión de Josep Guardiola, que estuvo de baja varios meses, le abrió las puertas de la titularidad. Tras la marcha de Guardiola al fútbol italiano, Xavi se adueñó definitivamente de una plaza en el once titular azulgrana.
En los comienzos de la época de Rijkaard el jugador estuvo estancado por la escasa confianza del técnico en sus capacidades. Sin embargo, esta misma temporada Xavi acabó siendo un jugador fundamental en la remontada del equipo, que tras un inicio pésimo que lo situó en la 12.ª posición tras 18 jornadas, consiguió terminar 2.º, en una Liga que acabaría ganando el Valencia.
La temporada 2004/05 confirmó las buenas sensaciones del tramo final del año anterior. El 14 de mayo de 2005 , Xavi pudo saborear al fin su tercer título: el Barcelona se proclamó campeón de la Liga española de fútbol, la segunda de Xavi. Además, en el verano de 2005, se proclamó campeón de la Supercopa de España, siendo el tercer capitán del equipo; repitió título un año después (20 de agosto de 2006) contra el R. C. D. Espanyol, marcando el primer gol de su equipo (3-0).
El 2 de diciembre de 2005 sufrió, en un entrenamiento, una rotura del ligamento cruzado anterior de la rodilla derecha. Estuvo apartado de los terrenos de juego durante 5 meses hasta el 29 de abril de 2006, cuando reapareció en el partido de liga que enfrentó al F. C. Barcelona y al Cádiz C. F. en el Camp Nou, con un triunfo de los azulgrana que les acercó a conseguir la liga 2005/06 una jornada después. A su vez, el 17 de mayo de 2006 se proclamó campeón de la Liga de Campeones de la UEFA en el Stade de France de Saint-Denis. El F. C. Barcelona se impuso al Arsenal F. C. inglés por 2 goles a 1, aunque Xavi no disputó ese partido por no haber recuperado la forma totalmente, después de su grave lesión.
El 19 de septiembre de 2007, en el partido de Liga de Campeones contra el Olympique de Lyon, alcanzó a Migueli como jugador del Fútbol Club Barcelona que más partidos ha disputado en competición europea (85). El 2 de octubre de 2007 superó esa cifra jugando contra el VfB Stuttgart su partido número 86. El 1 de octubre de 2008 alcanzó la cifra de 100 partidos jugando contra el FK Shajtar Donetsk.
Tras el partido de Liga frente al Real Betis Balompié de la temporada 2008-09 se convirtió en el segundo jugador histórico del equipo con más partidos, sumando 452 y empatando con Carles Rexach y solo por detrás de Migueli. Xavi acumuló con el Fútbol Club Barcelona un total de 500 partidos oficiales el 16 de diciembre de 2009 en partido de la Copa Mundial de Clubes de la FIFA.
Tras la marcha de Ronaldinho al A. C. Milan, Xavi heredó la banda de segundo capitán del equipo, por detrás del primer capitán Carles Puyol. El 19 de octubre de 2008 se hizo público que Xavi era uno de los 30 candidatos al Balón de Oro que otorga la revista francesa France Football al mejor futbolista del fútbol europeo y el 27 de octubre del mismo año FIFPro incluyó a Xavi dentro de su once ideal del año. El 2 de diciembre se publicó la clasificación final de jugadores que optaban al Balón de Oro y Xavi aparecía en quinto lugar con 97 puntos. El 13 de diciembre se publicó la lista de los 5 finalistas que optaban al premio de Jugador Mundial de la FIFA y Xavi se encontraba entre ellos.
El 19 de diciembre de 2008 firmó la renovación de su contrato con el F. C. Barcelona hasta 2014. El 11 de enero de 2009 Xavi cumplió 300 partidos en Primera División con la azulgrana en el partido frente al Osasuna, que acabó con 2-3 a favor del club catalán y en el que Xavi marcó el segundo gol de su equipo. Un día después se hizo pública la lista final del Jugador Mundial de la FIFA 2008 en la que Xavi figuraba como quinto mejor jugador del año, por detrás de Cristiano Ronaldo, Lionel Messi, Fernando Torres y Kaká.
El 11 de marzo de 2009 recibió de manos de William Gaillard un cheque por valor de 100.000 € como reconocimiento por ser elegido capitán en el Equipo del Año 2008 por los visitantes del sitio web de la UEFA. El premio fue destinado a ayudar al Comité Internacional de la Cruz Roja, especialmente al proyecto que apoya a las víctimas por el conflicto de Afganistán.
Xavi fue elegido el Jugador del Partido, en la final de la Liga de Campeones disputada contra el Manchester United el 27 de mayo de 2009. Terminó la temporada siendo elegido el 27 de agosto en Mónaco como Mejor Mediocampista de la Liga de Campeones de las UEFA. El premio fue otorgado de manos de su excompañero de equipo Luís Figo.
El 1 de diciembre fue premiado con el Balón de Bronce, siendo superado por el portugués Cristiano Ronaldo y por su compañero de equipo Lionel Messi. El 19 de diciembre de 2009 también fue premiado con el Balón de Bronce en la Copa Mundial de Clubes disputada en Abu Dhabi.
El 29 de noviembre de 2010 marcó un gol contra el Real Madrid durante El Clásico, abriendo el marcador de un partido que terminó con victoria azulgrana por 5-0. Hasta ahora ha sido por nivel de juego la derrota más significativa de los merengues a manos del Barcelona, y según el propio Xavi fue el mejor partido que ha jugado.
El 5 de enero de 2011 se convirtió con 550 partidos en el jugador con más encuentros oficiales con el F. C. Barcelona, superando el récord del ceutí Migueli. El 10 de enero de 2011 se entregó el premio FIFA Balón de Oro 2010, en el que Xavi fue el tercer clasificado, por detrás de Lionel Messi y fue incluido en el once ideal. El 28 de mayo de 2011, Xavi Hernández logró su tercera Champions League (cuarta para el F. C. Barcelona), tras imponerse por 3-1 al Manchester United en Wembley.
Tras la victoria en la Supercopa de España y la Supercopa de Europa de 2011, Xavi supera a Guillermo Amor como el futbolista del club con más títulos (18).
El 18 de diciembre, el F. C. Barcelona derrotó por un histórico 4-0 al Santos de Brasil por la final del Mundial de Clubes 2011 en Yokohama, Japón. Xavi anotó un gol y asistió a Messi.
En diciembre de 2012, se anuncia la renovación de su contrato con el Barcelona hasta 2016, de modo que Xavi terminaría su carrera en el club catalán. Esta temporada se salda con el séptimo título liguero de su palmarés.
El 16 de enero de 2014 jugó su partido oficial número 700 con la camiseta del Barcelona ante el Getafe en Copa del Rey.
En junio de 2014 se anunció que Xavi dejaría el club. Sin embargo, el 22 de julio, después de conversar con el recién nombrado gerente y excompañero de equipo Luis Enrique, Xavi decidió quedarse en el Camp Nou por una temporada más. También fue nombrado capitán del equipo. El 25 de abril de 2015, Xavi hace 500.ª aparición en La Liga y se convirtió en el octavo jugador en la historia en hacerlo. El 21 de mayo de 2015, a pesar de la intención del club de renovar su contrato hasta 2018, Xavi anuncia su retirada del Fútbol Club Barcelona después de 17 temporadas vistiendo la camiseta blaugrana (1998-2015). Ese mismo sábado, el 23 de mayo, Xavi celebra como capitán en el Camp Nou, su octavo título de Liga. Una semana más tarde, el 31 de mayo de 2015, y frente al Athletic Club, Xavi conquista su tercera Copa del Rey como jugador azulgrana. El 6 de junio de 2015, cierra su ciclo como azulgrana levantando la Liga de Campeones frente a la Juventus de Turín, siendo este su vigesimoquinto título y logrando su segundo triplete, convirtiéndose en uno de los 8 jugadores que ha ganado el Triplete en 2 ocasiones, junto a Andrés Iniesta, Lionel Messi, Dani Alves, Gerard Piqué, Pedro Rodríguez, Sergio Busquets y Samuel Eto'o., además de su cuarta Copa de Europa.

### Retirada en Catar
En mayo de 2015 anunció su salida del Barcelona tras 17 temporadas en el equipo español, firmando por tres años con el Al-Sadd de Catar. Tras 4 temporadas como jugador en el conjunto catarí, comenzó su carrera como entrenador al frente del mismo desde el 28 de mayo de 2019.

## Como entrenador

### Al-Sadd
Su inicio como entrenador no pudo ser mejor: en sus tres primeros partidos oficiales con el Al-Sadd cosechó dos victorias y 1 empate que le sirvieron para ganar la Supercopa de Catar 2019 y clasificar a cuartos de final de la Champions League asiática y al Mundial de Clubes FIFA 2019. En el Mundial, el Al-Sadd llegó hasta cuartos de final donde perdió 3-2 con el C. F. Monterrey. El 17 de enero de 2020 el Al-Saad de Xavi logró la Copa de Catar tras golear 0-4 al Al-Duhail, el egarense levantó su segundo título. El 5 de julio Xavi renovó su contrato con el Al-Saad hasta julio de 2021.
El 10 de octubre de 2020 ganó el tercer título en su partido número 54 al mando del Al-Sadd. El conjunto de Xavi Hernández se impuso en la final de la Copa Ooredoo al Al-Arabi por 4-0, cabe destacar que este torneo empezó en la temporada 2019-20 (se paró por la pandemia de COVID-19 en cuartos) y finalizaría en la 2020-21 con las semifinales y la mencionada final. El 18 de diciembre el Al-Sadd ganaría la Copa del Emir de Catar tras imponerse por 2-1 al Al-Arabi SC. El 26 de febrero de 2021 el Al-Sadd logró revalidar la Copa de Catar tras como el año anterior volver a vencer 0-2 al Al-Duhail, siendo la octava Copa de Catar de Al Sadd y el quinto título de Xavi como entrenador. El 8 de marzo, el Al-Sadd consiguió la Qatar Stars League tras imponerse 3-0 al Umm Salal, proclamándose campeón con cuatro jornadas de anticipación. Después de ganar la Liga, el Al-Sadd se enfrentó al Al Nassr en la última jornada de la liguilla de Champions League asiática, cayendo 1-2, terminando eliminado. El 22 de octubre de 2021 el Al-Sadd ganaría la Emir Cup de Catar tras vencer 5-4 en los penaltis al Al-Rayyan SC de Blanc y James Rodríguez. En el tiempo regular el partido terminó 1-1.

### F. C. Barcelona
El 5 de noviembre de 2021 pasó a ser entrenador del F. C. Barcelona, firmando con el cuadro catalán hasta 2024. El 12 de enero de 2022 el Barça perdió 2-3 con el Real Madrid quedando eliminado de la Supercopa de España 2022. El 20 de enero el Barcelona volvió a caer 3-2 con el Athletic Club y terminó eliminado de la Copa del Rey 2021-22. El equipo de Xavi mejoró notablemente el 9.º lugar heredado hasta llegar a ponerse segundo en la Liga, en el medio el Barça goleó 0-4 al Real Madrid C. F. poniendo fin a una racha negativa ante el eterno rival. El equipo azulgrana cerró en la segunda posición de la Liga. En la Champions League el Barcelona no pasó de fase de grupos cayendo a la Europa League. Competición en la cual perdió 2-3 con el Eintracht Fráncfort y quedó eliminado en cuartos de final.
En la segunda temporada, el Barcelona repitió un nuevo fracaso al caer en fase de grupos de la Champions League 2022-23. El 15 de enero de 2023 el Barça derrotó 3-1 al Real Madrid y se coronó campeón de la Supercopa de España 2023. Cuatro meses después, el club culé se consagró campeón de Liga 2022-23. En la Copa del Rey 2023 el equipo azulgrana llegó hasta semifinales, donde perdió 1-4 en el global con el Real Madrid.En septiembre se comunicó que renovó su contrato hasta junio de 2025.
En la tercera temporada de Xavi, el Real Madrid se impuso 4-1 sobre el Barça y conquistó la Supercopa de España 2024. El equipo de Xavi siguió su curso en la temporada, una semana después sería eliminado de la Copa del Rey 2024 en cuartos de final tras perder 4-2 con el Athletic Club. En la Champions League 2023-24, el cuadro blaugrana fue eliminado en cuartos de final por el Paris Saint-Germain. Días después, el Real Madrid le volvió a ganar al club culé en la Liga 2023-24. El Barça cerró la temporada en blanco.
El 24 de mayo de 2024 se confirmó su destitución como entrenador del F. C. Barcelona. Dos días más tarde, dirigió su último partido con victoria 1-2 ante el Sevilla en la Liga.En su paso por el Barça tuvo una efectividad del 68.53%, y una estadística de 276 goles a favor y 156 en contra.

## Selección nacional

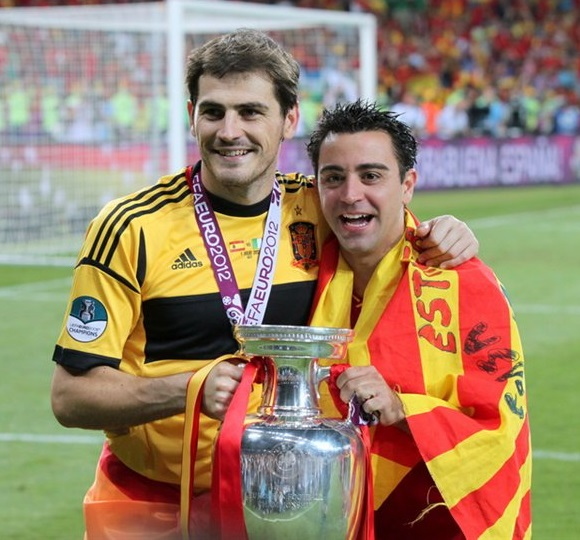
Primer y segundo capitán de la selección (Iker y Xavi), con el trofeo de la Eurocopa 2012.

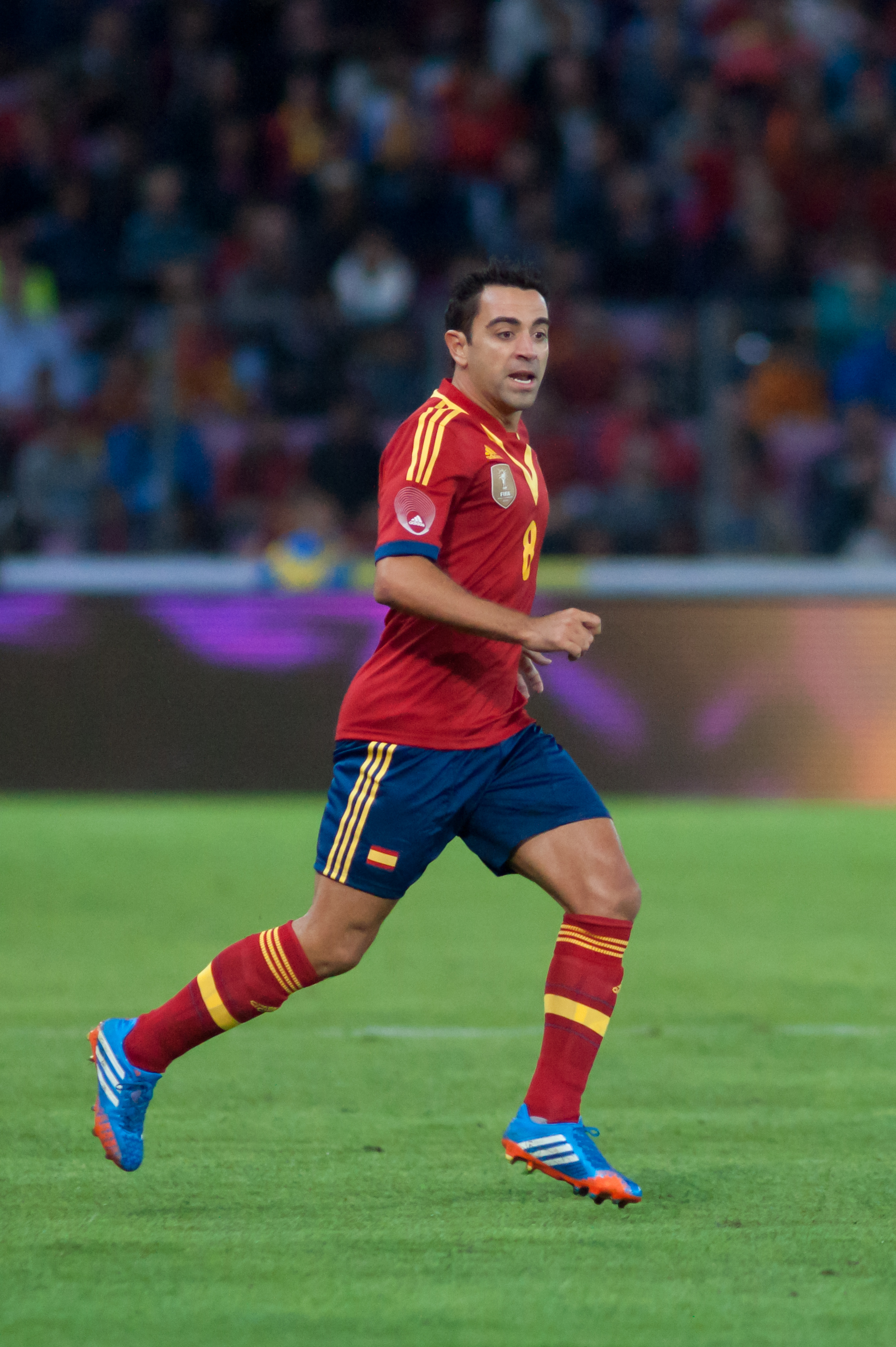
Xavi con la selección nacional en 2013.

Xavi es considerado junto a Iker Casillas, el líder de la generación más exitosa del fútbol español. Xavi ha pasado por todas las categorías inferiores de la selección nacional y por la selección olímpica que fue finalista y medalla de plata en los Juegos Olímpicos de Sídney 2000. Un año antes, lideró la selección que se proclamó campeona en el Mundial Sub-20 de Nigeria 1999, considerada precursora de la selección absoluta, que once años más tarde se proclamaría campeona de la Copa del Mundo en Sudáfrica.
Su debut como internacional de la absoluta, se produjo el 15 de noviembre de 2000 en el Estadio de La Cartuja de Sevilla, en un amistoso ante la selección neerlandesa, mientras que su primera participación en una fase final, fue en el Mundial de Japón y Corea del Sur 2002, en el que disputó tres encuentros, entre ellos el polémico partido ante la selección anfitriona de Corea del Sur de cuartos de final decidido en la tanda de penaltis, en la que Xavi tomó parte transformando el segundo lanzamiento. Dos años después fue convocado por Iñaki Sáez (con el que conquistó el Mundial sub-20) para la siguiente gran cita de selecciones, la Eurocopa 2004, que suponía su primera presencia en esta competición continental y en la que no llegó a debutar.
Con la llegada de Luis Aragonés como seleccionador, se produjo un punto de inflexión en la protagonismo y transcendencia del papel de Xavi en la selección, prometedor con José Antonio Camacho en un principio, pero más tarde relegado con el planteamiento de juego de Iñaki Sáez, en el que primaba el uso de extremos. Aragonés le dio el mando del equipo situándolo como mediocentro organizador, para iniciar todo el juego de la selección.
En 2006, afrontaría su segunda participación en un Mundial ya como titular indiscutible y con un papel destacado dentro de la selección. España empezó levantando grandes expectativas tras la vistosa goleada 4-0 a Ucrania del primer partido y su posterior clasificación como primera de grupo a los octavos de final. Finalmente el cruce inesperado con la veterana Francia de Zidane (segunda de su grupo y a la postre finalista del Mundial), fue un obstáculo insalvable para la todavía poco experimentada selección de Luis Aragonés, que sin embargo siguió apostando por esa misma idea de juego en la que Xavi era el eje básico.
Durante la fase de clasificación de la Eurocopa 2008, fue el autor del gol número 1000 en la historia de la selección española (su primer gol en partido oficial con la selección), en un partido frente a Irlanda del Norte en Belfast, que finalmente acabó con derrota por 3-2 de España y supuso el último partido de varios internacionales de la vieja guardia reticente al seleccionador, como Raúl, Michel Salgado o Cañizares. Tras ese partido y la derrota frente Suecia en Estocolmo que comprometen la clasificación, se encadena el récord de imbatibilidad de 35 partidos consecutivos sin perder, que comienza en 2007 con una prestigiosa victoria en Old Trafford ante Inglaterra y continúa con los dos enfrentamientos clave ante Dinamarca (rival directo en el grupo): el del 24 de marzo en el Bernabéu, con victoria por 2-1 y meses más tarde tras ganar entremedias todos los partidos, el del 13 de octubre en Århus (1-3), que dejaba encarrilada la clasificación para la Eurocopa y que es considerado como el partido del inicio del tiki-taka, tras la culminación de una jugada de 27 pases que acabó en el gol de Sergio Ramos. Tras concluir la fase de clasificación como primeros de grupo, la selección afrontaba la Eurocopa 2008 como el torneo de confirmación de una talentosa y renovada generación, en la que Xavi jugaba un papel fundamental.
Marca su primer gol en la Eurocopa el 26 de junio de 2008 en el partido frente a la selección rusa quedando el resultado 0-3 a favor de España. Este gol es el número 500 desde que empezó el torneo en 1960.
El 29 de junio de 2008, Xavi junto a sus compañeros se proclamó campeón de la Eurocopa 2008 ante Alemania. Disputó los 90 minutos de la final y asistió a Fernando Torres para que marcase el único gol del encuentro. Xavi fue elegido mejor jugador de la Eurocopa 2008 por la UEFA, reconociendo su labor durante todo el campeonato.
El 11 de julio de 2010, Xavi es campeón mundial con la selección de España en el Mundial de Sudáfrica 2010. Fue elegido en el once ideal del campeonato.
El 25 de marzo de 2011, Xavi alcanza las 100 internacionalidades con España, en el encuentro de fase de clasificación de la Eurocopa 2012 disputado en el Nuevo Los Cármenes de Granada, frente a República Checa.
El 5 de agosto de 2014, Xavi anuncia su retirada con la selección española tras una trayectoria de 14 años (2000-2014) y 133 internacionalidades, para continuar en activo únicamente como jugador de club.

### Participaciones en fases finales
| Torneo               | Categoría | Sede                  | Resultado        | Partidos | Goles |
| -------------------- | --------- | --------------------- | ---------------- | -------- | ----- |
| Mundial U-17 1997    | Sub-17    | Egipto                | Tercer puesto    |          |       |
| Europeo U-18 1998    | Sub-18    | Chipre                | Segundo puesto   |          |       |
| Mundial U-20 1999    | Sub-20    | Nigeria               | Campeón          |          |       |
| Europeo U-21 2000    | Sub-21    | Eslovaquia            | Tercer puesto    |          |       |
| JJ. OO.. 2000        | Sub-23    | Sídney                | Subcampeón       |          |       |
|                      |           |                       |                  |          |       |
| Copa del Mundo 2002  | Absoluta  | Corea del Sur y Japón | Cuartos de final |          |       |
| Eurocopa 2004        | Absoluta  | Portugal              | Primera fase     |          |       |
| Copa del Mundo 2006  | Absoluta  | Alemania              | Octavos de final |          |       |
| Eurocopa 2008        | Absoluta  | Austria y Suiza       | Campeón          |          |       |
| Confederaciones 2009 | Absoluta  | Sudáfrica             | Tercer puesto    |          |       |
| Copa del Mundo 2010  | Absoluta  | Sudáfrica             | Campeón          |          |       |
| Eurocopa 2012        | Absoluta  | Polonia y Ucrania     | Campeón          | 6        | 0     |
| Confederaciones 2013 | Absoluta  | Brasil                | Subcampeón       |          |       |
| Copa del Mundo 2014  | Absoluta  | Brasil                | Primera fase     | 1        | 0     |
| Total                |           |                       |                  |          |       |

### Goles como internacional absoluto
| 1.  | 26 de marzo de 2005      | Estadio Helmántico, Salamanca              | China             | 2–0 | 3–0 | Amistoso                            |
| 2.  | 6 de septiembre de 2006  | Estadio Windsor Park, Belfast              | Irlanda del Norte | 0–1 | 3–2 | Clasificación para la Eurocopa 2008 |
| 3.  | 11 de octubre de 2006    | Estadio Nueva Condomina, Murcia            | Argentina         | 1–0 | 2–1 | Amistoso                            |
| 4.  | 2 de junio de 2007       | Estadio Skonto, Riga                       | Letonia           | 0–2 | 0-2 | Clasificación para la Eurocopa 2008 |
| 5.  | 12 de septiembre de 2007 | Estadio Carlos Tartiere, Oviedo            | Letonia           | 1–0 | 2–0 | Clasificación para la Eurocopa 2008 |
| 6.  | 21 de noviembre de 2007  | Estadio de Gran Canaria, Las Palmas        | Irlanda del Norte | 1–0 | 1–0 | Clasificación para la Eurocopa 2008 |
| 7.  | 4 de junio de 2008       | Campos de Sport de El Sardinero, Santander | Estados Unidos    | 1–0 | 1–0 | Amistoso                            |
| 8.  | 26 de junio de 2008      | Estadio Ernst Happel, Viena                | Rusia             | 0–1 | 0–3 | Eurocopa 2008                       |
| 9.  | 20 de agosto de 2008     | Parken Stadion, Copenhague                 | Dinamarca         | 0–2 | 0–3 | Amistoso                            |
| 10. | 29 de marzo de 2011      | Estadio S. Darius y S. Girėnas, Kaunas     | Lituania          | 0–1 | 1–3 | Clasificación para la Eurocopa 2012 |
| 11. | 6 de septiembre de 2011  | Estadio Las Gaunas, Logroño                | Liechtenstein     | 3–0 | 6-0 | Clasificación para la Eurocopa 2012 |
| 12. | 7 de septiembre de 2012  | Estadio Municipal de Pasarón, Pontevedra   | Arabia Saudita    | 3–0 | 5–0 | Amistoso                            |
| 13. | 11 de octubre de 2013    | Iberostar Estadio, Palma de Mallorca       | Bielorrusia       | 1–0 | 2–1 | Clasificación Mundial 2014          |

## Estilo de juego

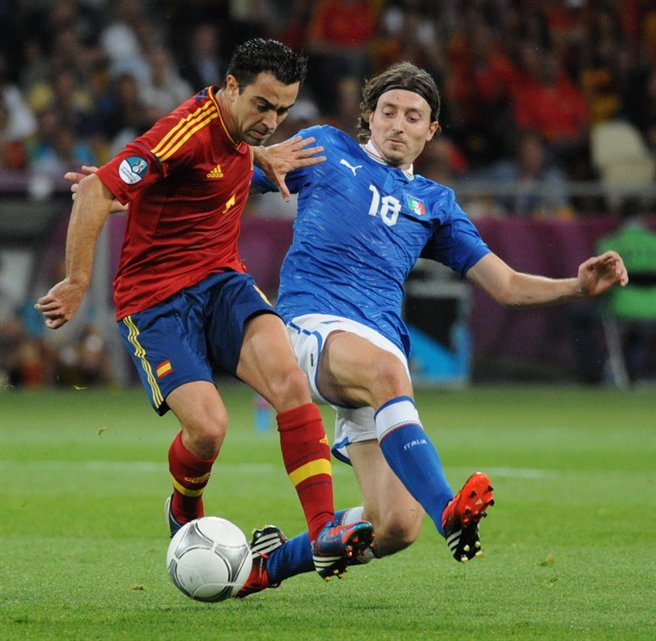
Xavi disputa el balón con Montolivo, durante la Final de la Eurocopa 2012.

Xavi comenzó jugando al fútbol desempeñando la posición de delantero centro. Durante su estancia en el fútbol base del Barça y probablemente debido a su altura y complexión física (1,70 metros) retrasaron su posición a la de mediocentro, de forma que su estilo de juego se centraría en distribuir el balón por todo el campo y proporcionar asistencias a los jugadores más adelantados.
Desde entonces, Xavi siempre desempeñó una labor muy clara en el centro del campo: recuperar balones, hacerlos circular y mantener la posición. Cuando Frank Rijkaard llegó al Barcelona no contaba con Xavi dentro del once inicial por su estilo de juego y sus aptitudes futbolísticas. Al jugar como el centrocampista más atrasado, sus características no le permitían rendir en esa posición puesto que no es un mediocentro defensivo al uso: no es un portento físico ni tiene grandes dotes para la recuperación de balón.
Con la llamada de Xavi a la selección española de 2008 el juego de Xavi sufre un punto de inflexión trascendental en su carrera. Luis Aragonés arma un equipo cuyo eje es la circulación de balón, con Xavi como director de orquesta. Adelanta unos metros su posición de manera que ahora es otro centrocampista (en ese torneo, Marcos Senna) quien le guarda las espaldas mientras él hace correr el balón y puede sumarse al ataque llegando desde segunda línea. Su visión de juego, la precisión en el pase y la extraordinaria capacidad de proteger el balón que posee le otorgan el título de MVP del torneo. Posteriormente, con la llegada de Guardiola al Barça, en 2008, Xavi sigue ostentando el mismo rol de mediocentro organizador o interior. No está tan anclado a labores defensivas y puede surtir más balones a los hombres de arriba. Es ahora cuando Xavi exprime todo su potencial y se coloca no solo como uno de los mejores centrocampistas del mundo, sino como uno de los mejores jugadores de todos los tiempos desempeñando la función de organizador.
La definición de Xavi como jugador es inteligencia. No destaca por velocidad, ni por físico, ni por regate. Sus cualidades son otras. Una genial visión de juego que le permite ver con un simple vistazo los espacios que generan sus compañeros para meter un balón en profundidad, cambiar un balón a la banda contraria cuando la presión es constante o simplemente realizar una finta y desviar la atención del contrario hacia él y no hacia el balón. El pase, obviamente, es otra de sus virtudes. Sus estadísticas ponen en evidencia que es uno de los jugadores con más acierto de pase con un promedio de más del 90% de pases acertados. Ya sea en corto o en largo, Xavi tiene un repertorio de pase casi ilimitado. Su capacidad de asociación la permite tirar paredes y pasar en espacios muy reducidos sin perder precisión en la sucesión de pases, de forma que proporciona siempre balones al pie o al espacio. A pesar de no ser un regateador, Xavi posee una técnica muy refinada y un control del balón formidable. Se gusta con taconazos, amagos, controles orientados y "sombreros", y siempre teniendo en mente progresar con el balón o proporcionar un pase para aliviar la presión. Aun siendo un jugador bajo y para nada corpulento, Xavi es uno de los jugadores que mejor protege el balón. Es muy difícil arrebatarle el esférico sin hacerle falta ya que hace un fantástico uso del cuerpo para interponerlo en todo momento entre las entradas atacantes y el balón. También destaca por ser un gran lanzador de faltas y córneres. De hecho, él proporcionó las asistencias del 2-6 en el Real Madrid-Barcelona de la temporada (2008/2009) y del 1-0 a Alemania en la semifinal del Mundial de 2010, ambos de Puyol. Sus lanzamientos suelen ser curvados y con efecto a la par de milimétricamente precisos, aunque ello no le impide realizar lanzamientos duros y secos, aunque este tipo de disparos los suele realizar llegando desde segunda línea y con balones muertos en la frontal del área.

## Estadísticas

### Como jugador

#### Clubes
Actualizado a fin de carrera deportiva.
| Club | Temporada     | Div.          | Liga  | Liga  | Liga   | Copas (1) | Copas (1) | Copas (1) | Internacional (2) | Internacional (2) | Internacional (2) | Total (3) | Total (3) | Total (3) |
| Club | Temporada     | Div.          | Part. | Goles | Asist. | Part.     | Goles     | Asist.    | Part.             | Goles             | Asist.            | Part.     | Goles     | Asist.    |
| --- | ------------- | ------------- | ----- | ----- | ------ | --------- | --------- | --------- | ----------------- | ----------------- | ----------------- | --------- | --------- | --------- |
| F. C. Barcelona · España | 1998-99       | 1.ª           | 17    | 1     | 2      | 3         | 1         | —         | 6                 | —                 | —                 | 26        | 2         | 2         |
| F. C. Barcelona · España | 1999-00       | 1.ª           | 24    | —     | —      | 4         | 1         | —         | 10                | 1                 | —                 | 38        | 2         | 0         |
| F. C. Barcelona · España | 2000-01       | 1.ª           | 20    | 2     | 6      | 7         | —         | —         | 9                 | —                 | —                 | 36        | 2         | 6         |
| F. C. Barcelona · España | 2001-02       | 1.ª           | 35    | 4     | 10     | 1         | —         | —         | 16                | —                 | 3                 | 52        | 4         | 13        |
| F. C. Barcelona · España | 2002-03       | 1.ª           | 29    | 2     | 5      | 1         | —         | —         | 14                | 1                 | 4                 | 44        | 3         | 9         |
| F. C. Barcelona · España | 2003-04       | 1.ª           | 36    | 4     | 11     | 6         | —         | 1         | 7                 | 1                 | 2                 | 49        | 5         | 14        |
| F. C. Barcelona · España | 2004-05       | 1.ª           | 36    | 3     | 12     | 1         | —         | —         | 8                 | —                 | 1                 | 45        | 3         | 13        |
| F. C. Barcelona · España | 2005-06       | 1.ª           | 16    | —     | 1      | 2         | —         | 1         | 4                 | —                 | —                 | 22        | 0         | 2         |
| F. C. Barcelona · España | 2006-07       | 1.ª           | 35    | 3     | 4      | 9         | 3         | 2         | 10                | —                 | 1                 | 54        | 6         | 7         |
| F. C. Barcelona · España | 2007-08       | 1.ª           | 35    | 7     | 6      | 7         | 1         | 2         | 12                | 1                 | 1                 | 54        | 9         | 9         |
| F. C. Barcelona · España | 2008-09       | 1.ª           | 35    | 6     | 20     | 5         | 1         | 1         | 14                | 3                 | 7                 | 54        | 10        | 28        |
| F. C. Barcelona · España | 2009-10       | 1.ª           | 34    | 3     | 16     | 5         | 3         | 1         | 14                | 1                 | 4                 | 53        | 7         | 21        |
| F. C. Barcelona · España | 2010-11       | 1.ª           | 31    | 3     | 7      | 7         | —         | 5         | 12                | 2                 | 3                 | 50        | 5         | 15        |
| F. C. Barcelona · España | 2011-12       | 1.ª           | 31    | 10    | 8      | 9         | 2         | 5         | 11                | 2                 | 3                 | 51        | 14        | 16        |
| F. C. Barcelona · España | 2012-13       | 1.ª           | 30    | 5     | 9      | 7         | 1         | —         | 11                | 1                 | 4                 | 48        | 7         | 13        |
| F. C. Barcelona · España | 2013-14       | 1.ª           | 30    | 3     | 2      | 7         | —         | 1         | 10                | 1                 | 3                 | 47        | 4         | 6         |
| F. C. Barcelona · España | 2014-15       | 1.ª           | 31    | 2     | 9      | 3         | —         | 1         | 10                | —                 | —                 | 44        | 2         | 10        |
| F. C. Barcelona · España | Total club    | Total club    | 505   | 58    | 128    | 84        | 13        | 20        | 178               | 14                | 36                | 767       | 85        | 184       |
| Al-Sadd S. C. Catar | 2015-16       | 1.ª           | 24    | 3     | 1      | 5         | —         | —         | 1                 | —                 | —                 | 30        | 3         | 1         |
| Al-Sadd S. C. Catar | 2016-17       | 1.ª           | 26    | 10    | 12     | 5         | —         | —         | 1                 | —                 | —                 | 32        | 10        | 12        |
| Al-Sadd S. C. Catar | 2017-18       | 1.ª           | 18    | 6     | 6      | 3         | —         | —         | 7                 | 1                 | 2                 | 28        | 7         | 8         |
| Al-Sadd S. C. Catar | 2018-19       | 1.ª           | 14    | 2     | 5      | 5         | —         | —         | 8                 | 3                 | 2                 | 27        | 5         | 7         |
| Al-Sadd S. C. Catar | Total club    | Total club    | 82    | 21    | 24     | 18        | 0         | 0         | 17                | 4                 | 4                 | 117       | 25        | 28        |
| Total carrera | Total carrera | Total carrera | 587   | 100   | ! 152  | 102       | 13        | 20        | 195               | 18                | 40                | 884       | 110       | 212       |
| (1) Incluye datos de Supercopa de España (2006-14) y Copa del Rey (2009-15). (2) Incluye datos de Liga de Campeones de la UEFA (2005-15), Supercopa de Europa (2006-12), Mundial de Clubes (2009-11), y Liga de Campeones de la AFC (2016). |               |               |       |       |        |           |           |           |                   |                   |                   |           |           |           |

#### Selecciones
Actualizado a fin de carrera deportiva.
| Selección | Temporada     | Europeo | Europeo | Europeo | Mundial(1) | Mundial(1) | Mundial(1) | Amistosos | Amistosos | Amistosos | Total(2) | Total(2) | Total(2) | Media goleadora |
| Selección | Temporada     | Part.   | Goles   | Asist.  | Part.      | Goles      | Asist.     | Part.     | Goles     | Asist.    | Part.    | Goles    | Asist.   | Media goleadora |
| --- | ------------- | ------- | ------- | ------- | ---------- | ---------- | ---------- | --------- | --------- | --------- | -------- | -------- | -------- | --------------- |
| Sub-17 · España | 1997          | -       | -       | -       | 6          | -          | -          | 4         | 2         | -         | 10       | 2        | 0        | 0,11            |
| Sub-17 · España | Total sel.    | 0       | 0       | 0       | 6          | 0          | 0          | 4         | 2         | 0         | 10       | 2        | 0        | 0,11            |
| Sub-18 · España | 1998          | -       | -       | -       | -          | -          | -          | 10        | -         | -         | 10       | 0        | 0        | 0,00            |
| Sub-18 · España | Total sel.    | 0       | 0       | 0       | 0          | 0          | 0          | 10        | 0         | 0         | 10       | 0        | 0        | 0,00            |
| Sub-20 · España | 1999          | -       | -       | -       | 6          | 2          | 1          | -         | -         | -         | 6        | 2        | 1        | 0,33            |
| Sub-20 · España | Total sel.    | 0       | 0       | 0       | 6          | 2          | 1          | 0         | 0         | 0         | 6        | 2        | 1        | 0,33            |
| Sub-21 · España | 1999-00       | 15      | 4       | -       | -          | -          | -          | 1         | -         | 1         | 16       | 4        | 1        | 0,25            |
| Sub-21 · España | 2000-01       | -       | -       | -       | -          | -          | -          | -         | -         | -         | 0        | 0        | 0        | 0,00            |
| Sub-21 · España | 2001-02       | 10      | 3       | -       | -          | -          | -          | -         | -         | -         | 10       | 3        | 0        | 0,30            |
| Sub-21 · España | Total sel.    | 25      | 7       | 0       | 0          | 0          | 0          | 1         | 0         | 1         | 26       | 7        | 1        | 0,26            |
| Olímpica · España | 2000          | -       | -       | -       | 6          | 2          | 0          | -         | -         | -         | 6        | 2        | 0        | 0,00            |
| Olímpica · España | Total sel.    | 0       | 0       | 0       | 6          | 2          | 0          | 0         | 0         | 0         | 6        | 2        | 0        | 0,33            |
| Absoluta · España | 2000          | -       | -       | -       | -          | -          | -          | 1         | -         | -         | 1        | 0        | 0        | 0,00            |
| Absoluta · España | 2001          | -       | -       | -       | 1          | -          | -          | 2         | -         | -         | 3        | 0        | 0        | 0,00            |
| Absoluta · España | 2002          | 2       | -       | -       | 3          | -          | -          | 3         | -         | -         | 8        | 0        | 0        | 0,00            |
| Absoluta · España | 2003          | 3       | -       | -       | -          | -          | -          | 2         | -         | -         | 5        | 0        | 0        | 0,00            |
| Absoluta · España | 2004          | 0       | -       | -       | 2          | -          | -          | 4         | -         | -         | 6        | 0        | 0        | 0,00            |
| Absoluta · España | 2005          | -       | -       | -       | 8          | -          | 2          | 3         | 1         | -         | 11       | 1        | 2        | 0,09            |
| Absoluta · España | 2006          | 2       | 1       | -       | 4          | -          | 1          | 4         | 1         | -         | 10       | 2        | 1        | 0,20            |
| Absoluta · España | 2007          | 7       | 2       | -       | -          | -          | -          | 3         | -         | 1         | 10       | 2        | 1        | 0,20            |
| Absoluta · España | 2008          | 5       | 1       | 2       | 4          | -          | 1          | 6         | 2         | 2         | 15       | 3        | 5        | 0,20            |
| Absoluta · España | 2009          | -       | -       | -       | 9          | -          | 1          | 5         | -         | 3         | 14       | 0        | 4        | 0,00            |
| Absoluta · España | 2010          | 1       | -       | -       | 7          | -          | 2          | 7         | -         | 3         | 15       | 0        | 5        | 0,00            |
| Absoluta · España | 2011          | 5       | 2       | 2       | -          | -          | -          | 4         | -         | 1         | 9        | 2        | 3        | 0,22            |
| Absoluta · España | 2012          | 6       | -       | 2       | 3          | -          | 1          | 3         | 1         | -         | 12       | 1        | 3        | 0,08            |
| Absoluta · España | 2013          | -       | -       | -       | 8          | 1          | -          | 3         | -         | -         | 11       | 1        | 0        | 0,09            |
| Absoluta · España | 2014          | -       | -       | -       | 1          | -          | -          | 2         | -         | -         | 3        | 0        | 0        | 0,00            |
| Absoluta · España | Total sel.    | 31      | 6       | 6       | 50         | 1          | 8          | 52        | 5         | 10        | 133      | 12       | 24       | 0,09            |
| Total carrera | Total carrera | 56      | 13      | 6       | 68         | 5          | 9          | 67        | 7         | 11        | 191      | 25       | 26       | 0,13            |
| (1) En el caso de la selección absoluta incluye también los partidos de la Copa FIFA Confederaciones y Juegos Olímpicos (2) Incluye los partidos de las fases de clasificación de Europeos y Mundiales |               |         |         |         |            |            |            |           |           |           |          |          |          |                 |

### Como entrenador
| Equipo              | Div.                | Temporada           | Liga  | Liga | Liga | Liga | Liga |       | Copa | Copa | Copa | Copa  |    | Internacional | Internacional | Internacional | Internacional | Internacional |   | Otros | Otros | Otros | Otros |    | Totales     | Totales | Totales | Totales | Totales | Totales | Totales | Totales |
| Equipo              | Div.                | Temporada           | Part. | G    | E    | P    | Pos. | Part. | G    | E    | P    | Part. | G  | E             | P             | Pos.          | Part.         | G             | E | P     | Part. | G     | E     | P  | Rendimiento | GF      | GC      | Dif.    |         |         |         |         |
| ------------------- | ------------------- | ------------------- | ----- | ---- | ---- | ---- | ---- | ----- | ---- | ---- | ---- | ----- | -- | ------------- | ------------- | ------------- | ------------- | ------------- | - | ----- | ----- | ----- | ----- | -- | ----------- | ------- | ------- | ------- | ------- | ------- | ------- | ------- |
| Al-Sadd SC Catar    | 1.ª                 | 2018-19             | -     | -    | -    | -    | -    | 4     | 2    | 1    | 1    | 6     | 3  | 1             | 2             | 1/2           | -             | -             | - | -     | 10    | 5     | 2     | 3  | 56.67%      | 27      | 18      | +9      |         |         |         |         |
| Al-Sadd SC Catar    | 1.ª                 | 2019-20             | 22    | 14   | 3    | 5    | 3.º  | 10    | 7    | 2    | 1    | 7     | 2  | 3             | 2             | 1/8           | 4             | 2             | 0 | 2     | 43    | 25    | 8     | 10 | 64.34%      | 100     | 60      | +40     |         |         |         |         |
| Al-Sadd SC Catar    | 1.ª                 | 2020-21             | 22    | 19   | 3    | 0    | 1.º  | 12    | 7    | 2    | 3    | 6     | 3  | 1             | 2             | FG            | -             | -             | - | -     | 40    | 29    | 6     | 5  | 77.5%       | 117     | 38      | +79     |         |         |         |         |
| Al-Sadd SC Catar    | 1.ª                 | 2021-22             | 9     | 8    | 1    | 0    | Inc. | -     | -    | -    | -    | -     | -  | -             | -             | -             | -             | -             | - | -     | 9     | 8     | 1     | 0  | 92.59%      | 36      | 14      | +22     |         |         |         |         |
| Al-Sadd SC Catar    | Total               | Total               | 53    | 41   | 7    | 5    | -    | 26    | 16   | 5    | 5    | 19    | 8  | 5             | 6             | -             | 4             | 2             | 0 | 2     | 102   | 67    | 17    | 18 | 71.25%      | 280     | 130     | +150    |         |         |         |         |
| Barcelona · España  | 1.ª                 | 2021-22             | 26    | 17   | 5    | 4    | 2.º  | 2     | 1    | 0    | 1    | 8     | 2  | 4             | 2             | 1/4           | 1             | 0             | 0 | 1     | 37    | 20    | 9     | 8  | 61.91%      | 65      | 41      | +24     |         |         |         |         |
| Barcelona · España  | 1.ª                 | 2022-23             | 38    | 28   | 4    | 6    | 1.º  | 5     | 4    | 0    | 1    | 8     | 2  | 2             | 4             | 1/16          | 2             | 1             | 1 | 0     | 53    | 35    | 7     | 11 | 70.44%      | 101     | 46      | +55     |         |         |         |         |
| Barcelona · España  | 1.ª                 | 2023-24             | 38    | 26   | 7    | 5    | 2.º  | 3     | 2    | 0    | 1    | 10    | 6  | 1             | 3             | 1/4           | 2             | 1             | 0 | 1     | 53    | 35    | 8     | 10 | 71.07%      | 110     | 69      | +41     |         |         |         |         |
| Barcelona · España  | Total               | Total               | 102   | 71   | 16   | 15   | -    | 10    | 7    | 0    | 3    | 26    | 10 | 7             | 9             | -             | 5             | 2             | 1 | 2     | 143   | 90    | 24    | 29 | 68.53%      | 276     | 156     | +120    |         |         |         |         |
| Total en su carrera | Total en su carrera | Total en su carrera | 155   | 112  | 23   | 20   | -    | 36    | 23   | 5    | 8    | 45    | 18 | 12            | 15            | -             | 9             | 4             | 1 | 4     | 245   | 157   | 41    | 47 | 69.66%      | 556     | 286     | +270    |         |         |         |         |
| 1. 2. 3.            |                     |                     |       |      |      |      |      |       |      |      |      |       |    |               |               |               |               |               |   |       |       |       |       |    |             |         |         |         |         |         |         |         |

#### Resumen por competiciones
| Competición                         | Partidos | Ganados | Empatados | Perdidos | Ganados % | Mejor resultado  |
| ----------------------------------- | -------- | ------- | --------- | -------- | --------- | ---------------- |
| Liga de fútbol de Catar             | 53       | 41      | 7         | 5        | 81.76%    | Campeón          |
| Copa del Emir de Catar              | 8        | 6       | 2         | 0        | 83.33%    | Campeón          |
| Copa Príncipe de la Corona de Catar | 10       | 4       | 2         | 4        | 46.67%    | Campeón          |
| Copa de las Estrellas de Catar      | 8        | 6       | 1         | 1        | 79.17%    | Campeón          |
| Copa del Jeque Jassem               | 1        | 1       | 0         | 0        | 100%      | Campeón          |
| LaLiga                              | 102      | 71      | 16        | 15       | 74.84%    | Campeón          |
| Copa del Rey                        | 10       | 7       | 0         | 3        | 70%       | Semifinales      |
| Supercopa de España                 | 5        | 2       | 1         | 2        | 46.67%    | Campeón          |
| Liga de Campeones de la AFC         | 19       | 8       | 5         | 6        | 50.88%    | Semifinales      |
| Liga de Campeones de la UEFA        | 18       | 8       | 3         | 7        | 50%       | Cuartos de final |
| Liga Europa de la UEFA              | 8        | 2       | 4         | 2        | 41.67%    | Cuartos de final |
| Mundial de Clubes de la FIFA        | 3        | 1       | 0         | 2        | 33.33%    | Cuartos de final |
| TOTAL                               | 245      | 157     | 41        | 47       | 69.66%    | Diez títulos     |

## Palmarés

### Como jugador (34)

#### Títulos nacionales (21)
| Título                     | Club            | Año  |
| -------------------------- | --------------- | ---- |
| Primera División de España | F. C. Barcelona | 1999 |
| Primera División de España | F. C. Barcelona | 2005 |
| Supercopa de España        | F. C. Barcelona | 2005 |
| Primera División de España | F. C. Barcelona | 2006 |
| Supercopa de España        | F. C. Barcelona | 2006 |
| Primera División de España | F. C. Barcelona | 2009 |
| Copa del Rey               | F. C. Barcelona | 2009 |
| Supercopa de España        | F. C. Barcelona | 2009 |
| Primera División de España | F. C. Barcelona | 2010 |
| Supercopa de España        | F. C. Barcelona | 2010 |
| Primera División de España | F. C. Barcelona | 2011 |
| Supercopa de España        | F. C. Barcelona | 2011 |
| Copa del Rey               | F. C. Barcelona | 2012 |
| Primera División de España | F. C. Barcelona | 2013 |
| Supercopa de España        | F. C. Barcelona | 2013 |
| Primera División de España | F. C. Barcelona | 2015 |
| Copa del Rey               | F. C. Barcelona | 2015 |
| Copa                       | Al-Sadd S. C.   | 2017 |
| Supercopa de Liga          | Al-Sadd S. C.   | 2017 |
| Supercopa                  | Al-Sadd S. C.   | 2017 |
| Liga de fútbol de Catar    | Al-Sadd S. C.   | 2019 |

#### Títulos internacionales (13)
| Título                  | Equipo *        | Sede                   | Año  |
| ----------------------- | --------------- | ---------------------- | ---- |
| Copa del Mundo (sub-20) | España (sub-20) | Nigeria                | 1999 |
| Plata Olímpica          | España (sub-23) | Sídney                 | 2000 |
| Eurocopa                | España          | Austria y Suiza        | 2008 |
| Copa del Mundo          | España          | Sudáfrica              | 2010 |
| Eurocopa                | España          | Polonia y Ucrania      | 2012 |
| UEFA Champions League   | F. C. Barcelona | París                  | 2006 |
| UEFA Champions League   | F. C. Barcelona | Roma                   | 2009 |
| Supercopa de Europa     | F. C. Barcelona | Mónaco                 | 2009 |
| Copa Mundial de Clubes  | F. C. Barcelona | Emiratos Árabes Unidos | 2009 |
| UEFA Champions League   | F. C. Barcelona | Londres                | 2011 |
| Supercopa de Europa     | F. C. Barcelona | Mónaco                 | 2011 |
| Copa Mundial de Clubes  | F. C. Barcelona | Japón                  | 2011 |
| UEFA Champions League   | F. C. Barcelona | Berlín                 | 2015 |

### Como entrenador

#### Títulos nacionales (9)
| Título                     | Club            | Año  |
| -------------------------- | --------------- | ---- |
| Supercopa                  | Al-Sadd S. C.   | 2019 |
| Supercopa de Liga          | Al-Sadd S. C.   | 2020 |
| Copa de Liga               | Al-Sadd S. C.   | 2020 |
| Copa                       | Al-Sadd S. C.   | 2020 |
| Supercopa de Liga          | Al-Sadd S. C.   | 2021 |
| Campeonato de Liga         | Al-Sadd S. C.   | 2021 |
| Copa                       | Al-Sadd S. C.   | 2021 |
| Supercopa                  | F. C. Barcelona | 2023 |
| Primera División de España | F. C. Barcelona | 2023 |

### Distinciones individuales
| Distinción                                          | Año                                |
| --------------------------------------------------- | ---------------------------------- |
| Jugador Revelación de La Liga                       | 1999                               |
| Mejor Jugador Español de La Liga                    | 2005                               |
| Mejor Jugador de la Eurocopa                        | 2008                               |
| Equipo del Torneo de la Eurocopa                    | 2008, 2012                         |
| Equipo del año UEFA                                 | 2008, 2009, 2010, 2011, 2012       |
| XI Mundial FIFA/FIFPro                              | 2008, 2009, 2010, 2011, 2012, 2013 |
| Premio IFFHS – Mejor constructor de juego del mundo | 2008, 2009, 2010, 2011             |
| Mejor Mediocentro de La Liga                        | 2009, 2010, 2011                   |
| Mejor Centrocampista de la Liga de Campeones        | 2009                               |
| Mejor jugador de la Final de Liga de Campeones      | 2009                               |
| Balón de Bronce de la Copa Mundial de Clubes        | 2009                               |
| Premio FIFA – Mejor Jugador del Mundo (3.º)         | 2009                               |
| Balón de Bronce                                     | 2009                               |
| FIFA Balón de Bronce                                | 2010, 2011                         |
| Equipo ideal de la Copa del Mundo                   | 2010                               |
| Premio World Soccer – Mejor Jugador del Mundo       | 2010                               |
| Premio UEFA – Mejor Jugador de Europa (2.º)         | 2011                               |
| Balón de Plata de la Copa Mundial de Clubes         | 2011                               |
| Marca Leyenda                                       | 2015                               |
| Once histórico del Balón de Oro                     | 2020                               |

### Condecoraciones
| Distinción                                                     | Año  |
| -------------------------------------------------------------- | ---- |
| Medalla al Espíritu Deportivo                                  | 2001 |
| Medalla de Honor de la Ciudad de Tarrasa                       | 2010 |
| Medalla de Oro - Real Orden del Mérito Deportivo               | 2010 |
| Gran Cruz - Real Orden del Mérito Deportivo                    | 2015 |
| Galardón                                                       | Año  |
| Premio Nacional del Deporte «Mejor deportista español del año» | 2009 |
| Premio Príncipe de Asturias de los Deportes                    | 2012 |

## Cifras relevantes y récords
Récords con el Fútbol Club Barcelona
- Jugador con más partidos oficiales: el 5 de enero de 2011, alcanzó los 550 partidos oficiales, superando la anterior marca que ostentaba Migueli (549) desde 1989.[90] El 15 de marzo de 2015, cumplió 750 partidos oficiales como azulgrana.[91]
- Jugador con más partidos en Liga: el 25 de noviembre de 2011, alcanzó los 392 partidos en Liga, superando la anterior marca que ostentó Migueli (391).[92][93] El 25 de abril de 2015, cumplió 500 partidos ligueros como azulgrana.[94]

Récords en La Liga
- Jugador con más derbis disputados: el 25 de abril de 2015, disputó su trigésimo derbi barcelonés liguero ante el Espanyol de Barcelona, superando los 29 derbis capitalinos del madridista Gento.[95]
- Jugador con más de 500 partidos ligueros: el 25 de abril de 2015, disputó ante el Espanyol su partido 500 en Liga, siendo el octavo jugador en la historia de la Primera División (quinto jugador de campo), que alcanzaba esta cifra.[90]

Récords en Liga de Campeones
- Jugador con más partidos en Liga de Campeones: el 30 de septiembre de 2014, alcanzó en París ante el PSG, los 143 partidos en la máxima competición continental, superando el récord de los 142 partidos de Raúl González.[96][97] El 29 de septiembre de 2015, su compatriota Iker Casillas superó su registro total de 151 partidos, ostentando el récord desde entonces.[98]

Récords con la selección nacional
- Jugador con más de 100 internacionalidades: el 25 de marzo de 2011 ante la República Checa en Granada, fue el cuarto jugador que alcanzaba las 100 internacionalidades con la selección española.[99]
- Jugador de campo con más internacionalidades: el 6 de septiembre de 2013, se convirtió en el segundo jugador de la selección tras Iker Casillas, con más partidos disputados, siendo el primero sin computar los porteros.[100] El 13 de junio de 2014, disputó su último partido como internacional, totalizando 133 internacionalidades.[101]
- Jugador autor del gol número 1000 de la selección española: el 6 de septiembre de 2006 en Belfast, marcó este histórico tanto, tras los 523 encuentros disputados por el combinado nacional desde su debut el 28 de agosto de 1920 en Amberes.[102]
- Jugador autor del gol número 500 en las fases finales de la Eurocopa: el 28 de junio de 2008, en la semifinal España–Rusia de la Eurocopa 2008 disputada en Viena.[103]
- Alcanzó la cifra de 800 partidos oficiales disputados entre el F. C. Barcelona (676) y la selección nacional (124), con el partido España 3–0 Nigeria, disputado el 23 de junio de 2013.[104]

Récords en el fútbol español
- Jugador español con más títulos: tras la conquista de la Eurocopa 2012, se convirtió en el futbolista español con el mayor número de títulos conquistados, sumando los que ha conseguido con su club (25) y con la selección española (3), por delante de Paco Gento.[105][106] El 20 de diciembre de 2015, Andrés Iniesta logró su título 29 tras la conquista del Mundial de Clubes, ostentando el récord desde entonces.[107]
- A nivel de premios individuales, es el primer y único futbolista español, en haber sido tres veces «Balón de Bronce» en 2009, 2010 y 2011, superando los dos consecutivos de Butragueño en 1986 y 1987.

Récords en el fútbol europeo
- Jugador con más partidos disputados en competiciones europeas de clubes: el 15 de abril de 2015, en el Parque de los Príncipes de París, alcanzó los 169 partidos en competiciones europeas, superando así los 168 de Paolo Maldini.[108] El 13 de septiembre de 2017, su compatriota Iker Casillas superó su registro total de 173 partidos, ostentando el récord desde entonces.[109][110]

## Vida privada
Xavi es hijo del exfutbolista Joaquim Hernández y María Mercè Creus, y tiene tres hermanos, Óscar, Álex y Ariadna. El 14 de julio de 2013, se casó con la periodista Núria Cunillera en Blanes (Gerona), con la que tiene dos hijos, Àsia (2016) y Dan (2018).

## Filmografía
- Reportaje de Canal+ (17/10/1998), «Inicios de Xavi Hernández» en Youtube
- Documental Mediaset.es (11/06/2014), «Generación '99: Iker y Xavi» en Vimeo[113]
- Documental Movistar+ (07/07/2015), «Generación X» en Dailymotion[114]
- Documental Esport3 (28/12/2015), «Marcats per Xavi» en CCMA.cat[115]
- Reportaje de "The Coaches' Voice" (15/10/21), Clase Magistral: Xavi Hernández en Youtube